# Stevan Mokranjac
Stevan Stojanović (en alfabeto cirílico serbio: Стеван Стојановић; Negotin, 9 de enero de 1856 –Skopie, 28 de septiembre de 1914), conocido como Stevan Mokranjac (en cirílico serbio: Стеван Мокрањац) fue un compositor y profesor de música serbio. Nacido en Negotin en 1856, Mokranjac estudió música en Belgrado, Múnich, Roma y Leipzig en su veintena. Posteriormente, se convirtió en el director de la Sociedad del Coro de Belgrado, así como el fundador de la Escuela Serbia de Música y del fundador del primer cuarteto de cuerdas del país, donde tocaba el chelo. Abandonó la capital serbia al comienzo de la Primera Guerra Mundial y se trasladó a Skopie, donde murió el 28 de septiembre de 1914.
Habitualmente llamado como el «padre de la música serbia», así como también reconocido como una de las figuras del romanticismo musical serbio, Mokranjac es uno de los compositores más reconocidos y valorados de Serbia. Tras su muerte, la escuela musical que él mismo fundó pasó a llamarse Escuela de música Mokranjac en su honor. Su imagen figura en los billetes de dinares serbios, como también en los de la antigua Yugoslavia. En 1964, la casa de la familia Mokranjac en Negotin fue restaurada y convertida en un museo y centro musical. En 1981, una importante estatua de Mokranjac de su figura fue construida en aquella casa para celebrar el 125.º aniversario de su nacimiento. Adicionalmente en su pueblo natal, cada año desde 1965, se celebran los «Días de Mokranjac».

## Biografía

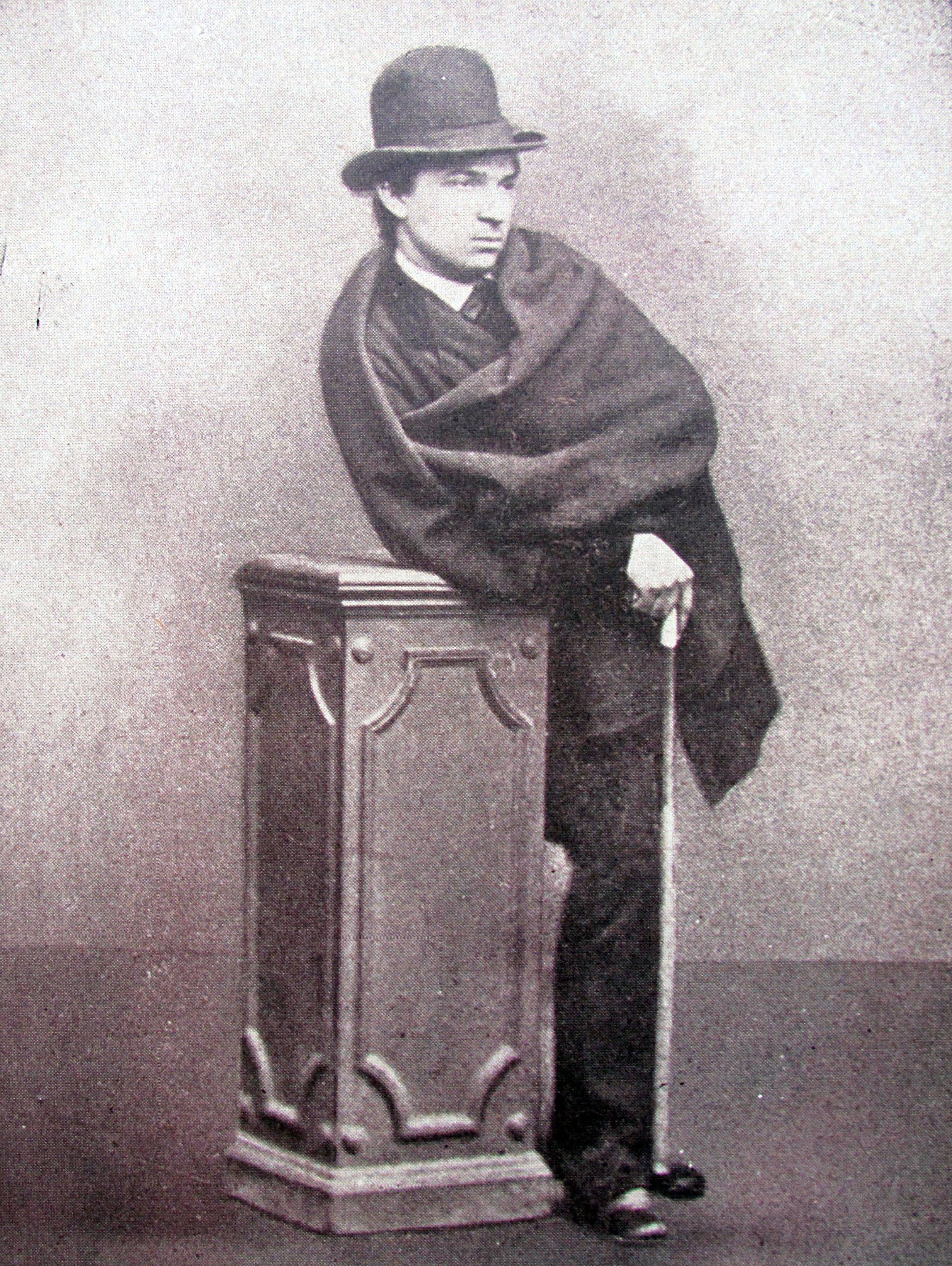
Mokranjac posando como estudiante en 1877.

Stevan Stojanović nació el 9 de enero de 1856 en el pueblo de Negotin, Principado de Serbia. Cercano a la frontera entre Rumania y Bulgaria, Negotin era en ese entonces un 3,000 habitantes en aquel tiempo. Stojanović fue apodado «Mokranjac» por el pueblo Mokranje, de donde provenían sus ancestros. El padre de Mokranjac, dueño de un próspero restaurante quien en 1850 construyó la casa en la que la familia Stojanović vivía, murió dos días antes del nacimiento de su hijo. Creció junto su madre y tres hermanos, Mokranjac recibió su primer violín a los tres años. Su juventud la pasó entre Negotin, Zaječar y Belgrado.
Entrado en la veintena, fue educado en arte musicales convencionales, dando sus primeros pasos como estudiante musical en Belgrado. Se trasladó a estudiar a Múnich como alumno de Josef Rheinberger entre 1880 hasta 1883, luego a Roma como alumno de Alessandro Parisotti entre 1884 y 1885. Posteriormente, estudió durante dos años en la ciudad de Leipzig bajo la supervisión de Salomon Jadassohn y Carl Reinecke.
En 1878, Mokranjac organizó un concierto conmemorativo con motivo del aniversario veinticinco de la Sociedad del Coro de Belgrado, titulada "Historia de la Música Serbia" (en serbio: Istorija srpske pesme). Vivió en la casa familiar de Negotin hasta 1883. En 1887 Mokranjac se trasladó defitinitvamente a Belgrado, donde se convirtió en director de la Sociedad del Coro de Belgrado, puesto que ocupó hasta su muerte. El coro se convirtió en un éxito en el Reino de Serbia y en el exterior, logrando bajo su liderazgo gran prestigio tanto en Europa Occidental como en el Imperio Ruso, destacándose por su repertorio y calidad, mayoritariamente canciones tradicionales serbias, como otras piezas que eran autoría del mismo Mokranjac. En aquellos años se destacaron sus giras por Bulgaria, Croacia, Montenegro, la Turquía Otomana y Rusia. En 1899, el coro hizo una gira por Berlín, Dresde y Leipzig. En sus años al frente del coro, Mokranjac se casó con Marija, una miembro del coro quien era veinte años menor que él. El matrimonio tuvo un hijo, Momčilo.

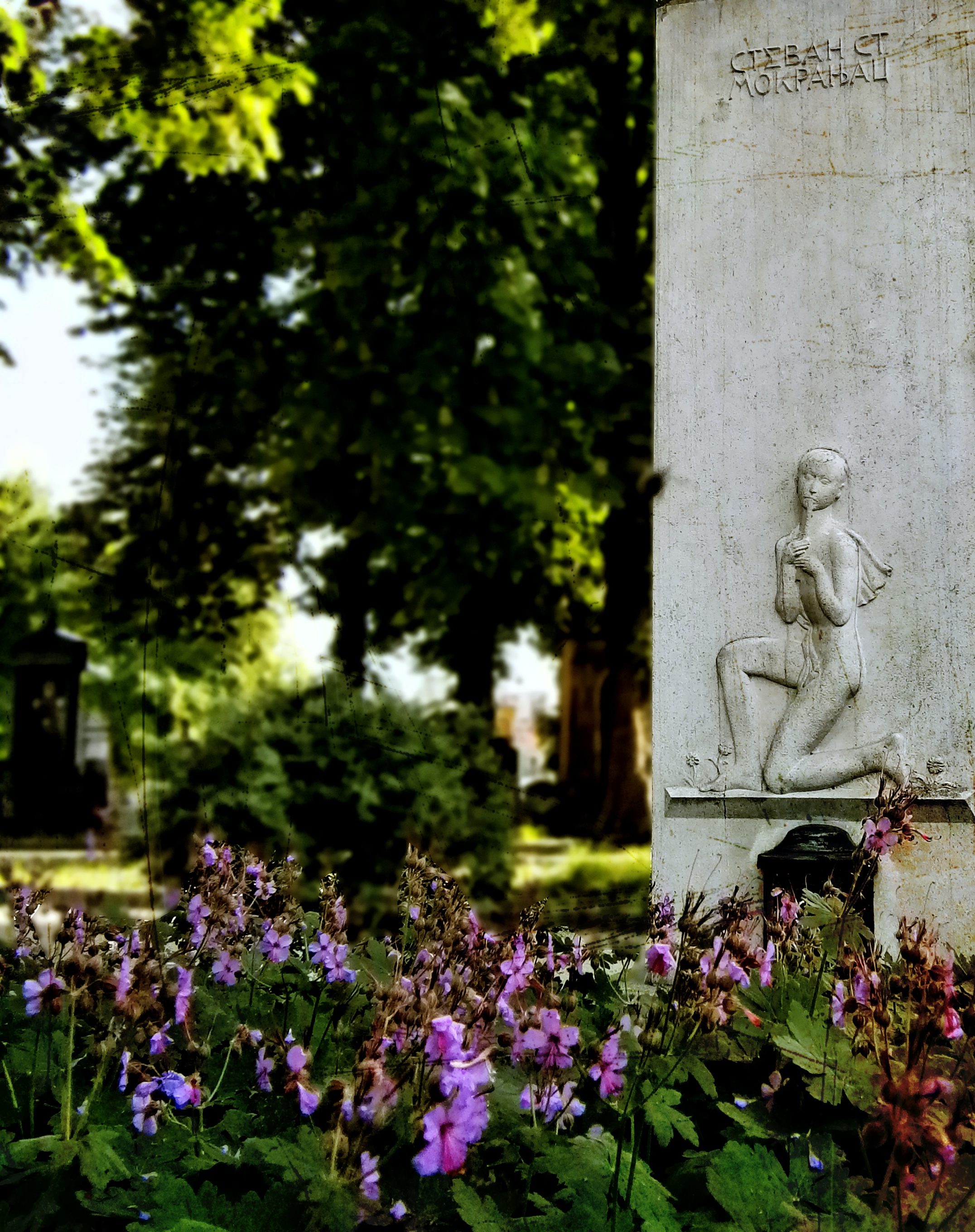
Tumba de Stevan Mokranjac en el Cementerio Nuevo de Belgrado.

Mokranjac fundó la primera Escuela Serbia de Música en 1899, como el primer grupo serbio de cuarteto de cuerdas, donde tocó el chelo. Aunque la mayoría de sus obras más reconocidas datan de finales del siglo XIX, Mokranjac continuó componiendo hasta principios de la década de 1900. A mediados de 1914, abandonó Belgrado y se trasladó a Skopie, con la intención de huir de la Primera Guerra Mundial, falleciendo en aquella ciudad ese mismo año. Sus restos se encuentran en Cementerio Nuevo de Belgrado.

## Composiciones

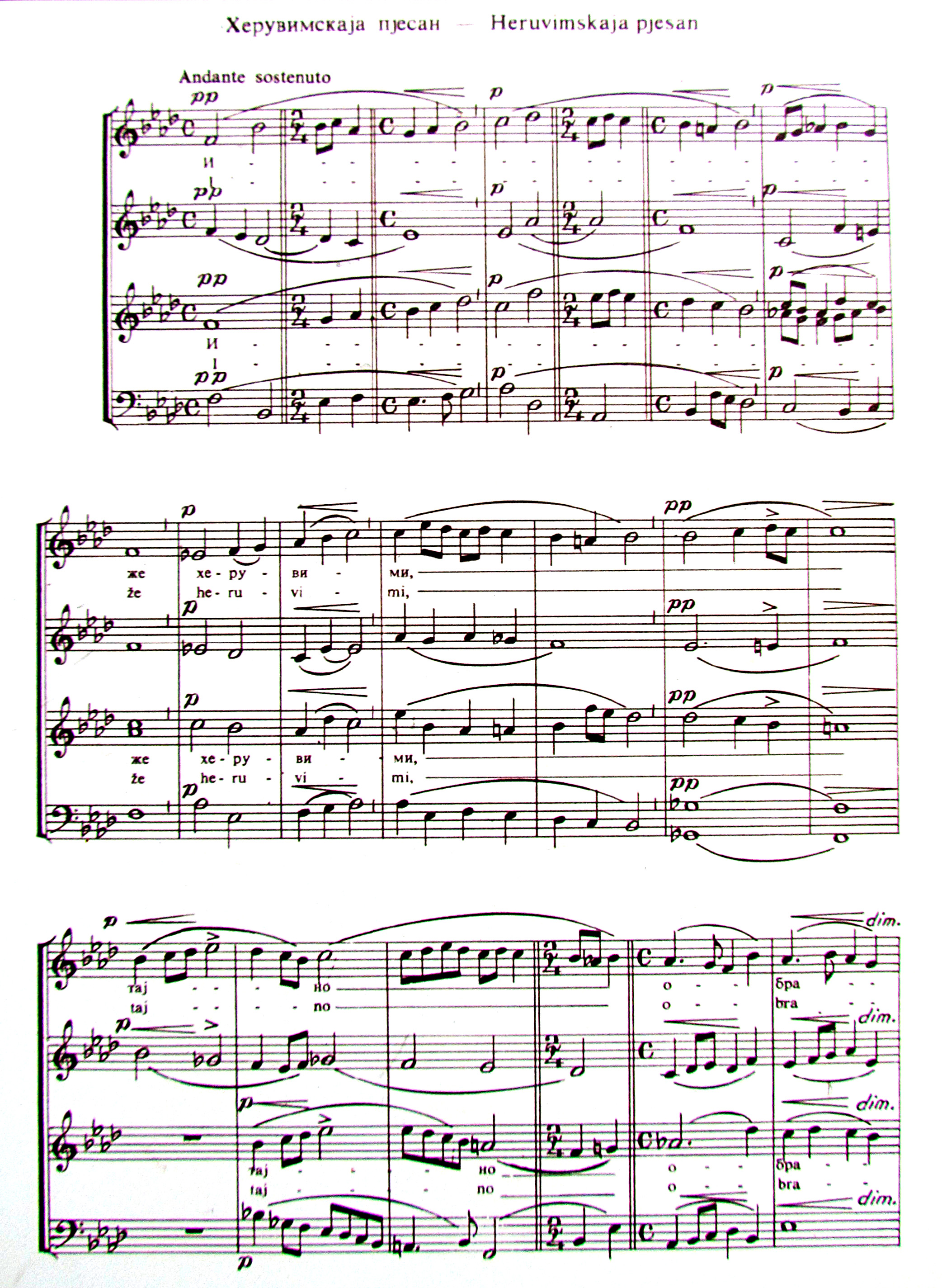
Notas de Cherubim Hymn por Stevan Mokranjac.

Inicialmente, Mokranjac comenzó a registrar en hojas pentagramadas cantos serbios litúrgicos. Compositor excepcional, publicó su primer libro de melodías litúrgicas en 1908, titulado Octoechoes u «Ocho Tonos» (en serbio: Osmoglasnik). Publicado en Belgrado, se convirtió en un libro básico de texto para los seminaristas de la Iglesia ortodoxa serbia tras la Primera Guerra Mundial. Los arreglos de Mokranjac eran únicos porque se basaban en remover sus elementos ornamentales y microtonales y armonizándolos, lo cual los hacía distintos de cualquier otro canto litúrgico ortodoxo. Consecuentemente, las versiones de  Mokranjac fueron preferidas por sobre la de otros compositores. Muchas versiones antiguas de esos cantos comenzaron a dejar de entonarse y se perdieron u olvidaron.
Sus posteriores melodías, difundidas a partir de tradiciones orales, fueron publicadas póstumamente. Mokranjac compuso además muchas piezas de música sacra en estilo polifónico, cuyo estilo se asemeja al estilo del compositor italiano del renacimiento Giovanni Pierluigi da Palestrina. Viajero frecuente entre Levač y Kosovo para registrar las melodías tradicionales de la zona, Mokranjac cumplió un papel fundamental en la promoción, preservación y difusión de la música de las zonas rurales serbias. Su composición estaba centrada en la música coral, logró su prominencia a partir de la composición de una suite musical de quince composiciones corales a las que le dio el nombre de Música Navideña (en serbio: Rukoveti), que están integradas por 82 canciones, las cuales fueron compuestas de 1883 a 1913.
Mokranjac compuso La Divina Liturgia de San Juan Crisóstomo y la Slava de Ivko en 1901. En 1906, creó una versión para coro mixto de La Glorificación de San Sava, que inicialmente fue compuesta en 1893 para coro masculino. In 1913, Mokranjac compuso la pieza de ochenta segundos y el final de una composición Música navideña, que tituló Días de Invierno (en serbio: Zimski dani). Por otro lado, compuso numerosas canciones para coros infantiles.
Su última composición era para coro y quedó inacabada, se basaab en el poema Zimnji dani de Jovan Jovanović Zmaj, fue finalizada por Aleksandra Vrebalov y entonada por primera ve en 2015.

## Legado

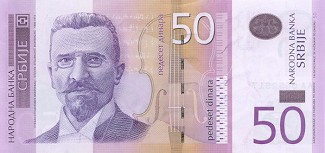
Mokranjac en el billete de 50 dinares serbio.

Considerado como el «padre de la música de Serbia» y como la «figura más importante del romanticismo musical serbio», Mokranjac es uno de los músicos más reconocidos y respetados de la historia de Serbia. Sus obras son consideradas las precursoras del teatro musical serbio. Los cantos litúrgicos que gabró Mokranjac para la Iglesia ortodoxa serbia, entre otras composiciones, son la base de la mayor parte de los cantos litúrgicos modernos usados actualmente.
La Escuela de Música de Serbia, que él mismo fundó, fue renombrada como Escuela de música Mokranjac tras su muerte. Su figura apareció tanto en los billetes de Serbia como de la República Federal de Yugoslavia. En 1964, la casa de la familia Mokranjac en Negotin fue restaurada y convertida en un centro y museo musical. En aquella localidad desde 1965 se realizan los «Días de Mokranjac». En 1981, en conmemoración a su 125 aniversario se instaló una estatua en su homenaje en el patio de su antigua casa.
Mokranjac fue condecorado con la serbia Orden de San Sava, la otomana Orden de Osmanieh, la montenegrina Orden del Príncipe Danilo I y la búlgara Orden de San Alejandro.